# The Sea Change
The Sea Change ist eine aus Hamburg in Deutschland stammende Band, die im Jahr 1997 gegründet wurde.
Die Gruppe besteht aus zwei Mitgliedern: Ralf Walter Marquardt (* 13. Januar 1959 in Hamburg), der für den Gesang und die Texte zuständig ist, und Sven Gordon Williams (* 21. August 1963 in Edinburgh), der Komposition und Arrangement übernimmt und Klavier, Gitarre, E-Bass und Schlagzeug spielt.
Die Band ist ein Studio-Projekt, das sich auf die Bearbeitung von Literatur spezialisiert hat (Genre: Storyteller).
Auf ihren Produktionen werden sie von internationalen Gästen begleitet. Hervorzuheben ist hier insbesondere der aus New York, USA stammende Trompeten Virtuose Lew Soloff. Zur Studiocrew gehören u. a. der in Berlin lebende Drummer Tim Lorenz (Rainbirds, Michel v. Dyke) und der in Hamburg lebende Bassist Prof. Anselm Kluge (Kängeru, Tätärä) – Dozent für den Pop-Kurs an der Musikhochschule in Hamburg.
Die Musik hat vielseitige Einflüsse, die u. a. aus dem anglo-amerikanischen, französischen und lateinamerikanischen Raum stammen.

## Diskografie
- 2006: Moby Dick
- 2007: The Letter
- 2014: The Dream of the Undefeated